# ゆうゆうポスト
ゆうゆうポストとは、TBSラジオの平日朝のワイド番組『大沢悠里のゆうゆうワイド』の中で放送されていた帯番組。日本香堂の一社提供。

## 概要
パーソナリティの大沢悠里が、リスナーから寄せられたはがきやメールを紹介するコーナー。
以前の平日朝のワイド番組（『こんちワ近石真介です』〜『スーパーワイドぴいぷる』）では、同趣旨のネット番組『はがきでこんにちは』が放送されていたが、『大沢悠里のゆうゆうワイド』の開始に伴い、『はがきでこんにちは』に替わるコーナーとして開始した。しかし、日本香堂のネットスポンサー協力に変更はなく、関東地方のローカル放送にもかかわらず「TBS50年史」では当番組をネット番組として扱っている。なお、『はがきでこんにちは』は2016年現在も一部地域で放送されている。
2010年11月以降、この番組のスポンサーでもある日本香堂が制作している「ご進物用線香」のテレビCMに、西村知江子と共に音声のみで出演している。

## 放送内容
フランク・プゥルセル作曲の「ひとつぶの涙」（原題“Une Larme Aux Nuages”）のインストゥルメンタルに乗せて大沢悠里の「日本香堂がお送りするゆうゆうポスト(です)」で始まり、季節の話題にあわせて日本香堂製品の宣伝をする。
聴取者から寄せられたはがきやメールが読まれる際投稿者の住所（市域まで）と氏名が読まれる（ただし、大体は匿名希望で投稿するケースが多く、ペンネームで紹介される）。
一通り内容が紹介されると、それにあわせて大沢と曜日ごとのパートナーが話を膨らませる。まれではあるが、投稿先の宛先と日本香堂製品と5000円を進呈する旨を告知することもある。
その後日本香堂のテープコマーシャルを挟み大沢の「日本香堂がお送りしたゆうゆうポストでした」で締めくくる。
なお、はがきを読まずに『大沢悠里のゆうゆうワイド』のスタジオゲストとトークする場合もある。
ゆうゆうワイドが2016年4月8日に終了するのと同時にこの番組も幕を閉じ、現在伊集院光とらじおとにおいて、「伊集院光とらじおとお便りと」が後継番組として放送されている。

## 放送時間
毎週月曜日から金曜日までの8:43ごろから8:47ごろまで放送。